# Foksing
Phoksing (en népalais : फोक्सिड) est un comité de développement villageois du Népal situé dans le district de Gulmi. Au recensement de 2011, il comptait 2 648 habitants.